# Miltiádis Évert
Miltiádis Évert (de l'allemand «Ewert») (grec moderne : Μιλτιάδης Έβερτ), né le 12 mai 1939 et mort le 9 février 2011, est un homme politique grec, membre du Parlement, ministre et président du parti Nouvelle Démocratie.

## Biographie

### Naissance et origines
Miltiádis Évert né à Athènes en Grèce, est le fils du chef de la police d’Athènes, Ángelos Évert. Son père, pendant l'occupation nazie de la Grèce durant la Seconde Guerre mondiale, sauve de nombreux Juifs et résistants de la persécution de la Gestapo. La famille Ewert est d'origine bavaroise, l'une des familles qui se sont installées à Athènes sous le règne du roi Otto au début du XIXe siècle.  

### Jeunesse
Miltiádis Évert étudie à l'Université d'économie d'Athènes.

### Carrière politique
Miltiádis Évert est maire d'Athènes du 1er janvier 1987 au 14 mai 1989 et président de Nouvelle Démocratie de 1993 à 1997. Il sert également  plusieurs fois en tant que ministre. 
En tant que maire d'Athènes en 1987, il est le premier à exercer la possibilité légale d'émettre des programmes radiophoniques d'opposition en Grèce puisque toutes les stations de radio (y compris les réseaux de télévision) sont un monopole d'État. Il participe au lancement d'Athena 98.4 FM, la première station de radio privée qui commence à émettre légalement en Grèce. 

### Vie personnelle
Il est marié à la photographe Lisa Vanderpool, fille de l'archéologue américain Eugene Vanderpool, le couple a deux filles. 
Le 9 février 2011, Miltiádis Évert meurt à Athènes à l'âge de 71 ans.